# Euryk

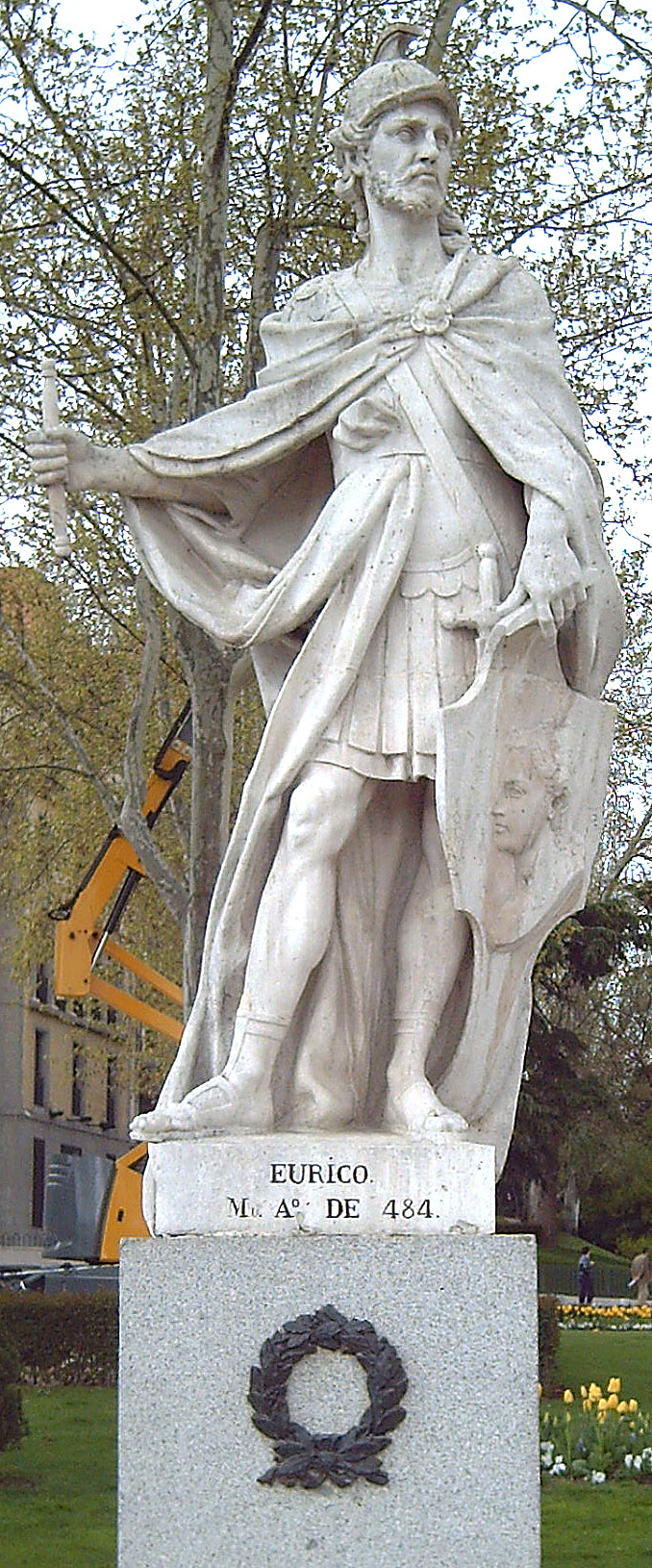
Euryk

Euryk (ok. 415-484) – król Wizygotów od 466 z rodu Baltów.
Uniezależnił się od Rzymu, opanował obszary od Gibraltaru po Loarę i od Zat. Biskajskiej po Alpy. W roku 471 jako pierwszy król germański przeprowadził kodyfikację prawa Wizygotów. W 473 odebrał Rzymianom Pampelunę, Saragossę i tereny leżące w dorzeczu rzeki Ebro.
Po wojnach domowych zdobył na wodzach plemion wizygockich pełnię władzy. Tak umocniony w roku 475 pokonał cesarza Juliusza Neposa, z którym zawarł układ oddając Prowansję za prawo koronacji, w tym też roku został koronowany na wizygockiego króla.
Za jego panowania królestwo Wizygotów doszło do szczytu potęgi.